# Tell Rifaat (nahija)
Nahija Tell Rifaat (ar. ناحية تل رفعت‎) je nahija u okrugu Azaz, u sirijskoj pokrajini Alep. Površina nahije je 204,52 km2. Po popisu iz 2004. (prije rata), nahija je imala 43.781 stanovnika. Administrativno sjedište je u naselju Tell Rifaat.